# Leptostylus paraleucus
Leptostylus paraleucus es una especie de escarabajo longicornio del género Leptostylus, categorizada en la tribu Acanthocinini, de la subfamilia Lamiinae. Fue descrita por Monné & Hoffmann en 1981.

## Descripción
Mide 7,2-8 mm de longitud.

## Distribución
Se distribuye por Bolivia, Brasil y Ecuador.